# رجاء كاظم
رجاء كاظم (1960-) مخرجة وكاتبة عراقية أخرجت العديد من الأعمال في السينما و التلفزيون العراقي

## مشوارها المهني
هي شقيقة المخرج عقيل كاظم والفنية سوزان كاظم تخرجت من كلية الفنون الجميلة  عام  1987
اجتازت دورة الإخراج التلفزيوني في معهد التدريب الإذاعي عام 1986  السيناريو التلفزيوني في نفس المعهد عام  1989 بداية عملت أربع سنوات مساعد مخرج، وسنتين مخرج مساعد، ثم مخرج منفذ، كانت أول تمثيلية لها (بحثا عن الحب) عملت مع الكثير من رموز التلفزيون منهم "عبد الهادي مبارك، خالد المحارب وحسين التكريتي ورشيد شاكر ياسين"،قامت بكتابة العديد من الأعمال التلفزيونية إضافة إلى مجموعة كبيرة من الأفلام التسجيلية والوثائقية والبرامج المنوعة.ساهمت بإبراز وجوه شابة جديدة أصبحت لاحقا نجوم من الصف الأول أمثال إيناس طالب وآلاء شاكر عندما رشحتهما للوقوف أمام الكاميرا في مسلسلي اللهيب والحوت والجدار عام 1995

## أعمالها

### في التلفزيون
| سنة الإنتاج | اسم العمل         | نوعه  |
| ----------- | ----------------- | ----- |
| 1986        | ناس من طرفنة      | درامي |
| 1993        | خيوط من الماضي    | درامي |
| 1993        | ضيف الليل         | بدوي  |
| 1994        | الصفعة            | بدوي  |
| 1995        | اللهيب            | بدوي  |
| 1995        | الحوت والجدار     | درامي |
| 1998        | حكاية الرياحين    | درامي |
| 1999        | أوتار ودموع       | درامي |
| 2006        | الغائب            | درامي |
| 2007        | ملامح الوجه الآخر | درامي |
|             | هو والحقيبة       | درامي |
|             | عثرات المغفلين    | درامي |
|             | شيش بيش           | درامي |
|             | الصفعة            | درامي |
|             | القادم الجديد     | درامي |
|             | أيام الحب         | درامي |
|             | بوادي عاشقة       | درامي |
|             | الشبكة            | درامي |
|             | ثلاث وجوه للحب    | درامي |
|             | قناديل            | درامي |
|             | بعيداً عنهم        | درامي |

### الأفلام التلفزيونية
| سنة الإنتاج | السهرة التلفزيونية | نوعه           |
| ----------- | ------------------ | -------------- |
| 1984        | بحثا عن الحب       | سهرة تلفزيونية |
| 1984        | للنساء فقط         | سهرة تلفزيونية |
| 1989        | هجرة إلى الذات     | سهرة تلفزيونية |
|             | بعيدا عنهم         | سهرة تلفزيونية |
|             | أشرعة الحب         | سهرة تلفزيونية |
|             | جوهر القضية        | سهرة تلفزيونية |
|             | الموازنة           | سهرة تلفزيونية |
|             | أيام من العمر      | سهرة تلفزيونية |
|             | ليلة من العمر      | سهرة تلفزيونية |
|             | الرسالة الصفراء    | سهرة تلفزيونية |
|             | غصن البان          | سهرة تلفزيونية |
|             | الشبكة             | سهرة تلفزيونية |

### في السينما
| سنة الإنتاج | الفيلم     | نوعه         |
| ----------- | ---------- | ------------ |
| 1999        | صمت الورود | درامي/رومانس |